# Tauer (Brandenburgia)
Tauer (dolnołuż. Turjej) – gmina w Niemczech, w kraju związkowym Brandenburgia, w powiecie Spree-Neiße, wchodzi w skład urzędu Peitz.
We wsi znajduje się Muzeum regionalne w Tauer.